# Club Atlético Boca Alumni
El Club Atlético Boca Alumni fue un club de fútbol argentino establecido en el partido bonaerense de Avellaneda. Fundado en 1907 y desaparecido oficialmente en 1935, es reconocido por haber participado en los campeonatos de Primera División de la Asociación Argentina de Football entre 1922 y 1926.

## Historia
El club fue fundado el 1 de septiembre de 1907, en un bar ubicado en la calle Garibaldi de La Boca. Los fundadores tomaron el nombre del barrio donde se fundó y los colores del club más galardonado del fútbol argentino en la época: el Alumni Athletic Club.
El club tuvo su primer estadio en Wilde, Partido de Avellaneda pero luego se mudó a Villa Dominico en 1917. Finalmente estableció su sede en el estadio de Mihanovich Shipping Company, que estaba ubicado en la Isla Maciel, en Dock Sud. Ese estadio estaba ubicado muy cerca de la costa del Riachuelo.

### Primeros certámenes
En 1911 hizo su ingreso a los campeonatos de la Asociación Argentina de Football, incorporándose a la Tercera División, donde se enfrentó a equipos como Talleres United y Unión Excursionistas. En el torneo de 1912, compitiendo con dos equipos en su grupo, logró avanzar a la fase final, donde cayó ante la reserva de Libertarios Unidos por las semifinales.
En 1913 pasa a competir en la segunda categoría. Allí compitió en la sección A, donde se enfrentó con 8 clubes más por un lugar en las semifinales. El 28 de septiembre recibió a Huracán, por una de las últimas fechas de la sección, y lo venció por 2 a 0, lo que fue la pérdida del invicto del globo que terminaría quedándose con la sección y con el ascenso a Primera División.
Para 1914 se incorpora a la Segunda División, que desde 1911 ocupaba la tercera categoría, donde compartió certamen con San Lorenzo de Almagro, pero no llegó a enfrentarlo al no ganar su sección.
En 1918, luego de cinco años, logra el regreso a la segunda categoría, tras resultar ganador de su sección de forma invicta y luego adjudicarse la Zona Sur.
En septiembre de 1919, el football porteño sufrió su segunda escisión mientras se disputaban los campeonatos. El club decidió continuar en la Asociación Argentina.

### Ascenso a Primera División
Luego de dos campañas pobres, en 1921 logró el ascenso a la máxima categoría, tras quedar segundo en la Zona Extra de la División Intermedia, a la postre de Alvear.
El 23 de abril de 1922, hizo su debut en Primera División ante Platense de Retiro, escisión del equipo de Saavedra, al que venció por 2 a 0. Consiguió seis triunfos en sus 16 partidos del campeonato, siendo el más destacado el conseguido el 19 de noviembre en Ministro Brin y Sengüel: con los goles de Cotta y Jenda, venció por 2 a 1 a Boca Juniors.
En el campeonato de 1923, tuvo una abrupta caida en su rendimiendo, donde perdió la mayoría de sus partidos, entre ellos su peor derrota, por 9 a 0 ante Boca Juniors. Entre sus seis triunfos, se destaca el 6 a 1 a Argentino de Quilmes.
Realizó su mejor campaña en el campeonato de 1924, donde alcanzó la novena posición con 22 puntos, cosechados en los 21 partidos que disputó.
El 6 de septiembre de 1925 hizo su debut en la Copa de Competencia Jockey Club, donde cayó por 1 a 0 ante Progresista.
El 26 de septiembre de 1926, consiguió su último triunfo en Primera División, venciendo por 2 a 0 a Universal. En octubre disputó la Copa Estímulo, donde cayó en su grupo ante Argentino de Banfield y Huracán, despidiéndose empatando con Dock Sud. Su último partido en la máxima categoría lo disputó el 28 de noviembre ante San Fernando, igualando sin goles. A los dos partidos que le restaban por el campeonato no se presentó y se le dieron por perdidos.

### Últimos años en el fútbol argentino
El 18 de noviembre, en medio de las gestiones para la unificación del fútbol argentino, en el texto del Laudo emitido por el presidente de la nación, Marcelo T. de Alvear, en su condición de árbitro elegido por las asociaciones, se resolvió la constitución de la Primera División A con 29 equipos, entre los que no estaba el club. En la Asamblea del 24 de febrero de 1927, se hizo efectivo el descenso luego de que se resolviera la constitución de la Primera División B, donde fue incluido el equipo.
El 20 de marzo de 1927, hizo su debut en la Primera División B cayendo por 2 a 1 ante Argentino de Banfield, dando inicio a una racha de derrotas que culminó con un empate en la séptima fecha. El paupérrimo inicio pronosticaba el descenso a División Intermedia, pero los descensos fueron anulados a las pocas fechas de iniciado el torneo. Tras 27 fechas sin ganar, logró su primer triunfo ante Alvear por 1 a 0, volviendo a triunfar por 4 a 2 ante Colegiales. Con solo 13 puntos en 34 fechas, finalizó último en el campeonato.
A fines de mayo de 1931, luego del estallido de una nueva crisis en el fútbol argentino que dio pié a la primera liga profesional, la Asociación Argentina organizó una nueva edición de la Copa de Competencia mientras se reorganizada el inicio de los campeonatos. Tras un buen inicio igualando con Gutenberg y venciendo a Temperley, cayó ante Argentino de Quilmes. Con la expulsión de Honor y Patria, obtuvo los puntos del penúltimo partido. En la última fecha no pudo vencer a Argentino de Lomas, quedando eliminado de la competencia.
Por el campeonato de 1931, tuvo un excelente inicio, con cuatro triunfos seguidos y una racha de 14 partidos sin derrotas, que culminaron con las caídas por 2 a 0 ante Liberal Argentino y por 5 a 3 ante Progresista, que privaron al equipo del campeonato. Con 28 puntos, a la postre de Liberal, igualó en el segundo lugar con All Boys y Progresista, se disputó un desempate por el segundo ascenso.
El 9 de enero de 1932 inició el desempate venciendo por 3 a 1 a Progresista, lo que significó su último triunfo en el fútbol argentino, y el 24 de enero cayó de local ante All Boys. El 7 de febrero disputó su último partido en el fútbol argentino, cayendo por 2 a 1 en Gerli, quedando fuera de la disputa. El posterior triunfo de All Boys ante Progresista le aseguró el ascenso, dejándose sin disputar el último partido del triangular.
A pesar de continuar afiliado a la Asociación Argentina, el club dejó de participar de los campeonatos a partir de la temporada de 1932.

## Datos del club

### Cronología lineal

#### Temporadas
- Temporadas en Primera División: 5 (1922-1926)
- Temporadas en segunda categoría: 9
  - Temporadas en División Intermedia: 4 (1913, 1919-1921)
  - Temporadas en Primera División B: 5 (1927-1931)
- Temporadas en tercera categoría: 5
  - Temporadas en Segunda División: 5 (1914-1918)
- Temporadas en cuarta categoría: 2
  - Temporadas en Tercera División: 2 (1911-1912)